# Bradypteroscarta infuscata
Bradypteroscarta infuscata är en insektsart som beskrevs av Victor Lallemand 1949. Bradypteroscarta infuscata ingår i släktet Bradypteroscarta och familjen spottstritar. Inga underarter finns listade i Catalogue of Life.